# Route 94 (Ontario)
Pour les articles homonymes, voir Route 94.
La route 94 est une courte route provinciale de l'Ontario traversant la région de Callander et étant, de plus, une roure de contournement sud-est de North Bay. Elle possède une longueur de 12 kilomètres.

## Description du Tracé
La route 94 est située à l'est de la baie Callander, au nord-ouest du lac Nosbonsing et au sud-est de North Bay. Elle traverse une région plus ou moins agricole.
La route provinciale 94 débute sur la Route 654, au sud de Callander, plus précisément dans le secteur de Wisawasa. Le terminus sud de la route 94 est situé à quelques mètres d'un échangeur avec la Route 11 (sortie 329), principale route/autoroute Toronto-North Bay.
La 94 commence par se diriger vers le nord pendant 4 kilomètres en passant tout juste à l'est de Callander, avant de bifurquer vers l'est en passant au-dessus de la Route 11. En arrivant à Corbeil, elle bifurque vers le nord sur une intersection (90° vers la gauche) avant de finir sa course sur la Route 17, sur une intersection en T, en direction de North Bay ou d'Ottawa. 